# Savage Amusement
Savage Amusement е десетият студиен албум на германската рок група „Скорпиънс“, издаден от „Мъркюри Рекърдс“ в Съединените американски щати и от „Харвест Рекърдс“/„И Ем Ай Рекърдс“ в Европа на 16 април 1988 г. Записът е белязан от вътрешни конфликти поради натиск от продуцента да се повтори успехът на Love at First Sting през 1984 г., както и желанието на „Полиграм“ – компанията майка на „Мъркюри Рекърдс“, да се включат елементи от глем метъла – поджанр, който става популярен на американския пазар. Основният спор обаче възниква между групата и Дитер Диркс, който иска да възпроизведе звука от албума Hysteria на „Деф Лепард“, пълен с цифровизация и студийни ефекти. Въпреки че групата не е съгласна с него, те продължават да работят с продуцента, знаейки предварително, че това ще бъде последното им сътрудничество.
Разногласията между музикантите и Дитер Диркс забавят целия процес и записването отнема около две години и половина. Някои от музикантите не са доволни от използваната технология, тъй като смятат, че албумът звучи „твърдо“. Подходът към глем метъла се отразява в стила на композицията, тъй като песните са „пълни с клишета и натрапена музика“. След като е издаден, Savage Amusement получава смесени отзиви от критиците; някои издания го определят като добро продължение на Love at First Sting, докато други го смятат за разочарование и свръхпродуциран, с някои добри моменти, но с незадоволителен резултат и предсказуема музика. Savage Amusement е краят на една ера за групата, в която „Скорпиънс“ създават музика сравнена с най-високите стандарти за рок музика в англо-американския свят и бележи края на работните им отношения с продуцента Дитер Диркс, „Харвест Рекърдс“ и мениджъра Дейвид Кребс.
Няколко дни след издаването албумът все пак постига успех в световните музикални класации, където влиза в първите десет в Германия, Норвегия, Швеция и Швейцария, докато във Финландия достига първо място и надминава успеха на Love at First Sting в Съединените американски щати, след като достига до № 5 в „Билборд 200“. Той също така получава няколко златни и платинени сертификати, след като само месеци по-късно, е сертифициран като платинен на американския пазар за продадени повече от 1 милион копия. Още преди първото полугодие на годината Канадската асоциация на звукозаписната индустрия издава платинен сертификат на Savage Amusement за 100 хиляди продадени копия в Канада.
За популяризирането на Savage Amusement, са издадени синглите Believe in Love, Rhythm of Love и Passion Rules the Game и трите влизат в основните класации за сингли в Съединените американски щати и Великобритания, докато „Ем Ти Ви“ допълнително рекламира групата с чести излъчвания на видеоклиповете на тези песни. Savage Amusement Tour започва в деня след издаването на албума с десет концерта в Ленинград, СССР, а това прави „Скорпиънс“ втората западна рок група, която свири в тази все още комунистическа страна. През 2015 г., по повод 50-ата годишнина на „Скорпиънс“, албумът е ремастериран и издаден с шест допълнителни песни, включително демо версиите на Living for Tomorrow и Dancing with the Moonlight, както и с бонус DVD.

## Описание
80-те години на 20-и век са изключително плодотворни за групата. Освен че албумите им, продуцирани с Дитер Диркс, влизат в международните класации и се продават добре на основните музикални пазари в Европа и Северна Америка, те многократно достигат златен и платинен статус в различни страни по света. Благодарение на внесените промени от продуцента си, музикантите създават поредица от успешни албуми, които включват някои от най-популярните рок хитове по това време, сред които Rock You Like a Hurricane, No One Like You, Blackout, Big City Nights и The Zoo. „Скорпиънс“ участват и то много често като хедлайнери на големи рок фестивали, като Фестивала в Съединените американски щати през 1983 г. в Сан Бернадино, Калифорния и този в Рио Де Жанейро през 1985 г. В тези години участват няколко пъти на „Монстърс ъф Рок“ и оглавяват изданието му през 1986 г. в Будапеща, Унгария, което е и първото посещение на групата в страна от Източния блок. Последното световно концертно турне, което групата организира, е Love at First Sting Tour, то е най-мащабното до този момент, като продължава повече от две години и половина, с повече от 180 концерта и принуждава музикантите да си вземат почивка и записите по следващия албум да бъдат отложени за 1987 г. През това време, звукозаписните компании „Харвест Рекърдс“/„И Ем Ай Рекърдс“ и „Мъркюри“ се възползват от успеха на както на албума Love at First Sting (1984), така и на турнето и на 17 юни 1985 г. издават албума записан на живо World Wide Live, който е също успешен и до август 1986 г. се продава в близо 5 000 000 копия по целия свят.
„Скорпиънс“ обмислят издаването на нова студийна песен и на 15 ноември 1985 г. изпращат аудиокасета с четиринадесет песни на Дитер Диркс, но освен на две от тях, продуцентът отхвърля демо записите на всички останали. Херман Раребел отбелязва, че са разочаровани, след като продуцентът не приема предложенията на групата и иска от тях нови записи. Според музикантите има огромен натиск да се направи продължение на хитовия Love at First Sting и затова Дитер Диркс иска да направи перфектния албум. По-късно, между август и септември 1986 г., групата изнася няколко концерта в Англия, Германия и Швеция. На определени концерти те свирят нова песен, наречена Rock My Car, която е част от демо записа, изпратен преди това на Дитер Диркс. През септември 1986 г. музикантите приключват турнето Love at First Sting Tour и се прибират в Германия, за да започнат процеса на записване на новия албум. Въпреки че отношенията между тях и продуцента минават през тежък разрив, те продължават да работят заедно бъдещия албум.
В същото време, рок индустрията вече не е същата, както когато групата издава Love at First Sting. Техният мениджър Дейвид Кребс им казва, че „парадигмата на бизнеса се е променила“ и сега глем метълът е феноменът на момента. Звукозаписните компании вече отчитат, че част от успеха на групи като „Бон Джоуви“ е показният имидж и „Ем Ти Ви“ играе важна роля в популяризирането на тази музика, благодарение на постоянното излъчване на видеоклипове. Поради тази причина Дейвид Кребс и „Полиграм“, компанията майка на „Мъркюри Рекърдс“, ги насърчава да възприемат глем стила на техния звук, за да съответстват на популярността и продажбите на по-нови групи, позовавайки се на „Гифън Рекърдс“ с „Аеросмит“, с които те правят същото през 1987 г. Херман Раребел, който по това време живее в Лос Анджелис, разбира, че рано или късно ще трябва да приемат аспекти от този поджанр, защото той преобладава в Калифорния, един от щатите, където „Скорпиънс“ имат най-голям успех. Групата обаче отбягва помпозните визуализации на артисти като „Пойзън“ и „Полиграм“ избира да промени само гардероба им, като им намира шивач и „друг човек ни сложи в ластик и пластмаса“ според Херман Раребел. Дерек Шулман, един от най-добрите изпълнители на компанията, отбелязва, че това е повече или по-малко налагане, но групата също иска да се пусне по течението, за да остане на американския пазар. По-късно той казва, че тази промяна има за цел да увеличи продажбите в Съединените американски щати, но хората все пак свързват групата с глем метъла, докато всъщност те изобщо не са част от това движение.

## Записване
Звукът от албума Hysteria на „Деф Лепард“, издаден през 1987 г., резонира с индустрията поради напредналата си технология. Китаристът Матиас Ябс казва, че всички искат да го копират и определя събитията от тогава, като „битка между продуцентите и ние (групите) сме били по средата“. По подобен начин Рудолф Шенкер си спомня, че Дитер Диркс не е непознат с това и „иска да бъде вторият Робърт Ланге (продуцентът на Hysteria) с повече продукция, компютъризирани барабани и подобни неща“. Групата обаче не иска да следва този път, воден от продуцента, и определя ситуацията като „диктатура“, което показва, че вече те и Дитер Диркс не са същият работен екип както преди. Конфликтът по време на продукцията кара Рудолф Шенкер да работи в собственото си студио, наречено „Скорпио Сaунд Студиос“, създадено в новата му къща близо до Хановер. Всички музиканти, с изключение на Херман Раребел, живеят близо до китариста, а това им създава по-голямо удобство да работят там, отколкото в „Диркс Студиос“. Работата, извършена в студиото на Рудолф Шенкер, е отбелязана на задната обложка, като допълнителна информация относно процеса по записване на албума.
Първоначалният план на групата е да започне записи в края на 1985 г. и те да бъдат готови не по-късно от септември 1986 г. Разногласията между музикантите и Дитер Диркс обаче забавят целия процес и той започва между края на 1986 г. и началото на 1987 г. и завършва през март 1988 г. Заедно с продуцирането, за да бъде готов Savage Amusement „Скорпиънс“ прекарват в студиото повече от две години и половина. Записите се провеждат в „Диркс Студиос“ в Кьолн, Германия, осъществени главно в стая номер три, най-модерната и най-голямата в сградата. Първоначално създадено да бъде екранна зала, студиото разполага с огромен аудио смесителен пулт и най-модерната записваща машина, но презаписът на китарите и гласовете са направени в стаи едно и две. Оборудването позволява записът да бъде направен цифрово, – метод, който те вече използват за Love at First Sting и който не се харесва на Рудолф Шенкер тогава. Това позволява на продуцента да „копира и постави части от музика или да премести части назад или напред“, според басиста Франсис Буххолц.
Прекомерното използване на технологии не се харесва на музикантите и смятат, че не звучи естествено. Рудолф Шенкер заявява, че дигитализацията и видът на програмирането правят албума да звучи „твърдо“ и „не се усеща човешкото докосване“. Китаристът го нарича ниска точка в кариерата на групата заради начина, по който е записан, и макар да критикува Диркс за налагането на идеите си, той посочва, че не той е виновен, а те, защото не отстояват мнението си да получат по-добра продукция. След като записите приключват, смесването е извършено в студио „Батъри“ в Лондон, а обработването в „Мастърдиск“ в Ню Йорк. С предварително запланувано име Passion Ruler, Savage Amusement (заглавие, избрано от Херман Раребел), е последният албум, записан с Дитер Диркс, тъй като след издаването му групата не подновява договора си с продуцента.

## Композиране
Според критика Мартин Попоф, стилът на писане на песни отразява звуковата промяна, предизвикана от „Полиграм“, и за разлика от предишните им албуми в този песните са „пълни с клишета и натрапена музика“. Началната песен Don't Stop at the Top е ясен пример за това ново музикално качество, създадено в студио, където звукът на китарите е с дигитален ефект, макар и трудно доловим за обикновените уши. Въпреки това песента е мощен тежък рок, чиито текстове, написани от вокалиста Клаус Майне и барабаниста Херман Раребел, доставят положително послание за това, че когато човек постигне всичко, не е нужно да спира и че винаги може да се стреми към нещо повече. Rhythm of Love е с мелодичен груув и припев, който „го прави достоен за статута му на полухит“. В нея участва канадската певица Ли Аарон, чието сътрудничество се дължи на Дитер Диркс, след като звукозаписната компания, с която тя работи, се обръща към продуцента да запише някои неща на живо по време на турнето ѝ в Германия през 1987 г. По това време „Скорпиънс“ записват песента и искат високи тонове за припева, тогава Дитер Диркс препоръчва Ли Аарон и за един ден тя записва тези вокални части.
Смятана от Херман Раребел за негова „любима композиция на всички времена“ и една от неговите „най-велики песни за барабани“ заради фънк стила си, музиката за Passion Rules the Game, е създадена с помощта на този инструмент. Мартин Попоф отбелязва, че това е една от типичните комерсиални песни на групата, макар и с излъчване на глем метъл, барабанистът я нарича „подценена“ и че „можеше да бъде по-успешна“. Media Overkill показва „твърдото отношение“ на продуцента по време на записа с няколко пласта студийни ефекти и китарен риф от „разговорната кутия“ на Матиас Ябс, а музиката е позиционирана между традиционен рок и мелодичен хардрок. Според Рудолф Шенкер, текстът на песента се отнася за излишъка и непосредствеността на медиите. Walking On the Edge е „мощна балада“, в която „мелодията изпъква някъде и този път в стиха, а не в припева“, според Мартин Попоф.
We Let it Rock...You Let it Roll е „разтърсваща, злонамерена, тътнеща“ песен, в която „групата се опира на интересни ритмични партии на двойна китара“. Въпреки че Мартин Попоф в рецензията си подчертава „безсмислените текстове“, той я нарича „най-доброто парче в албума и едно с голям потенциал“ в термините на тежкия рок. Въведението на Every Minute Every Day започва с бас и барабани, докато китарният риф действа като „точка за среща“; според Клаус Майне, това е правилният начин. Басистът на „Аксепт“ Питър Балтес участва като гост изпълнител в песента. Love On the Run е „най-тежкият, най-бързият и най-трешър“ в албума. Написана от Рудолф Шенкер, Клаус Майне и Херман Раребел, тя се занимава със слава, пари и позицията на музикантите спрямо любовта. Believe in Love е друга „мощна балада“, която според Клаус Майне се отнася за вярата в любовта.

## Обложката
Обложката показва полулегнала жена с една ръка, закрила лицето си, а краката ѝ се превръщат в опашка на скорпион. Създадена е от художника Пат Горман от дизайнерското студио „Манхатън Дизайн“ в Ню Йорк. От „Полиграм“ предварително показват обложката за одобрение на американските дистрибутори и албумът е издаден според планираните дати. Клаус Майне казва, че не помнят откъде е дошла идеята. Първоначално групата се свързва с Анди Уорхол, за да направи обложка за тях и въпреки че той приема, „Скорпиънс“ се отказват да работят с него поради високата сума пари, която той поисква. Рудолф Шенкер припомня, че Анди Уорхол поисква 75 000 долара и правата върху произведението, така че „не се получи“.

## Издаване и представяне

### Албум
Savage Amusement е издаден на 16 април 1988 г. от „Харвест Рекърдс“/„И Ем Ай Рекърдс“ в Европа и в Съединените американски щати от „Мъркюри Рекърдс“. Той влиза в повечето важни международни класации за албуми, в които заема позиция в първите 20 места в 11 държави от Европа и Северна Америка и надминава постигнатото с Love at First Sting в Съединените американски щати, когато на 6 април 1988 г. достига до № 5 в „Билборд 200“ и остава в класацията общо 43 седмици, което го поставя като третия пореден албум на групата, който влиза в първите десет албума, но за разлика от предшествениците си Blackout (1982) и Love At First Sting (1984), Savage Amusement постига това само за три седмици. В допълнение, само месеци по-късно, на 18 юни 1988 г. той е сертифициран едновременно като златен и платинен на американския пазар от Асоциацията на звукозаписната индустрия в Америка, след като се продава в повече от 1 милион копия, а това го прави четвъртият пореден „платинен албум“ на „Скорпиънс“. В друга класация в Съединените американски щати, също на списание „Билборд“, Savage Amusement достига № 7 в „Билборд топ компактдискове“. Savage Amusement влиза и в три различни класации на списание „Кеш Бокс“. В основната „Кеш бокс топ 100 албуми“ дебютира под № 53 на 17 май 1988 г. и месец по-късно достига най-високата си позиция в класацията – № 8. По същия начин достига до позиции № 53 в „Кеш бокс топ поп албуми“ и № 6 в „Кеш Бокс Топ 40 Компактдискове“ на 28 май 1988 г. В началото на 1989 г., изданието дебютира под № 28 и в „Кеш Бокс Микро Чарт“. В Канада, Savage Amusement достига № 25 в националната класация, и първо на 28 април 1988 г. Канадската асоциация на звукозаписната индустрия го сертифицира като златен, за продадени 50 хиляди копия и два месеца по-късно на 23 юни 1988 г. като платинен за продажби, надминаващи 100 хиляди броя.
Savage Amusement е № 1 в официалната класация на Финладния и Международната федерация на фонографската индустрия му издава златен сертификат за надхвърлени 25 хиляди продадени бройки. По същия начин организацията оценява продажбите на албума на 34 906 в средата на 00-те години на XX век във Финландия. В Германия той достига № 4, и през 1988 г. Федералната асоциация на музикалната индустрия го награждава със златен сертификат за продажби, възлизащи на повече от 250 хиляди копия. На 1 май той достига № 5 в Швейцария и също е сертифициран със златен статус, представляващ 50 000 продадени копия в страната, докато в Обединеното кралство достига № 18 в „Ю Кей Албумс Чарт“. Във Франция, Savage Amusement достига № 16 в националната класация и същата година Националният синдикат на фонографските издателства го сертифицира със златен сертификат за продадени повече от 100 000 копия. Албумът заема позиции и в други европейски държави: № 5 в Норвегия, № 17 в „Топ 100“ в Италия, № 18 в „То 40“ в Австрия, № 23 в „Топ 100 Албума“ в Испания и № 24 в „Топ 100 Албума“ в Нидерландия.
На 14 май 1988 г. той дебютира под № 27 в Европейската класация „Топ 100 албума“, разработена от списание „Мюзик енд Медия“ и на 11 юни достига № 6, като най-висока позиция. В Япония, албумът се позиционира под № 32 в националната класация, изготвена от компанията „Орикон“. Savage Amusement е най-продаваният рок албум от каталога на „И Ем Ай Рекърдс“ в Малайзия и до средата на 1989 г. за продадени 20 хиляди бройки получава златен статус там. Международната организация „Световни награди“ също издава златен сертификат на Savage Amusement, за надхвърлени 500 000 продадени копия по целия свят.

### Сингли
За допълнителното популяризиране на Savage Amusement, музикалните компании издават три сингъла. Първият от тях Rhythm of Love, е пуснат в продажба на 16 май 1988 г. и влиза в две класации на списание „Билборд“, след като първо достига № 75 в „Билборд Хот 100“ и след това № 6 в „Мейнстрийм Рок Тракс“. В Европа, той достига № 59 в Обединеното кралство в „Ю Кей Сингълс Чарт“, № 4 в Полша, № 8 във Франция и № 18 в Швеция. Believe in Love е издаден на 15 август 1988 г. в Европа и Северна Америка и достига № 12 в „Мейнстрийм Рок Тракс“ в Съединените американски щати и № 89 във Франция. Последният официален сингъл Passion Rules the Game, е издаден почти година по-късно на 20 февруари 1989 г., той също попада в „Ю Кей Сингълс Чарт“ в Обединеното кралство на позиция № 74 и на 5-а позиция във Франция.
И трите издадени сингъла са придружавани от музикални видеоклипове. Този на Rhythm of Love е записан в средата на 1988 г. в „Холивуд“, Лос Анджелис и режисиран от Марти Калнер. Видеото „смесва научна фантастика, красиви жени в компромисни позиции и „Скорпиънс“, изпълняващи песента в бляскаво облекло и крещящи прически“, чийто водещ и „основен сексуален интерес“ е моделът и актриса Джоан Северанс. Също така през август на същата година е обявено пускането на музикалното видео към Believe in Love, режисирано от Марти Калнер. Под ръководството на Джеф Цимерман през ноември те завършват записите на Passion Rules the Game, чийто запис е извършен с пет камери на концерт на живо в „Канзас Колизеум“ в Уичита, Канзас.

### Концертно турне
Промоционалното турне на Savage Amusement Tour започва на 17 април 1988 г. в Ленинград, Съветския съюз, един ден след официалното издаване на албума. Първоначално групата трябва да изнесе пет концерта в този град и пет в Москва, но местните власти отменят датите в столицата поради страх еуфорията на младите жители на града да не предизвика безредици. Властите вземат решение отменените концерти да бъдат добавени към вече предвидените в Ленинград. Така турнето започва с десет поредни концерта между 17 и 26 април 1988 г. в Спортно-концертния комплекс на Ленинград в Съветския съюз. Подкрепени от съветската група „Горки Парк“ като подгряващ изпълнител, десетте концерта са разпродадени и повече от 150 хиляди души посещават концертите. Впоследствие те са част от групите на фестивала „Монстърс ъф Рок“, проведен като турне в Съединените американски щати с главна група „Ван Хален“ и заедно с „Докен“, „Металика“ и „Кингдъм Кам“. Въпреки че продуцентската компания, отговаряща за събитието, възнамерява да събере между 1,7 и 2 милиона души, ниските продажби на билети за концерти на Източното крайбрежие намаляват очакваните цифри. Въпреки това „Скорпиънс“ участват на всичките 31 концерта в 23 града между 27 май и 30 юли.
От началото на август започва вторият етап на концертите им в Северна Америка, водени от Док Макгий и вече като „хедлайнери“. Въпреки че няма официално изявление защо се отказват от Дейвид Кребс, бившият им мениджър посочва, че има разногласия по отношение на „Монстърс ъф Рок“, чието участие той смята за „грешка“. С презентации в Съединените американски щати и Канада, етапът продължава от 9 август и завършва на 29 октомври, където са придружени от „Кингдъм Кам“ до 28 септември и до последната дата от „Уингър“. По това време „Скорпиънс“ искат да отворят вратите и за „Горки Парк“ на американските сцени, като по този начин да поставят историческо събитие, в което участват германска и съветска група. На 29 ноември в Щутгарт стартират първия си европейски етап с изпълнения в Западна Германия, Швейцария, Холандия и Франция, където американците от „Синдърела“ са подгряваща група. Последният им концерт през 1988 г. се провежда на 22 декември в „Пале Омниспорт дьо Пари-Берси“ в Париж, Франция.
На 3 януари 1989 г. в Лондон започват втората си европейска обиколка с презентации в дванадесет страни. По време на тези концерти те са подкрепени от „Синдърела“, „Виксън“ и „Хаус ъф Лордс“. Последният концерт от турнето се провежда на Московския музикален фестивал за мир в Москва, също в Съветския съюз, където те споделят сцената със „Синдърела“, „Скид Роу“, „Мотли Крю“, Ози Озбърн, „Бон Джоуви“ и„ Горки Парк“, пред повече от 260 000 души.

## Коментари на критиците
Savage Amusement получава положителни до отрицателни отзиви от музикалните критици. В публикация от 14 май 1988 г. в списание „Билборд“, Ивон Олсън определя албума като „наистина солиден запис“, който „трябва да ги отвори за по-широката публика“. Пол Грейн също от списание „Билборд“ отбелязва, че Savage Amusement е първият албум в Топ 5 в „Билборд 200“ на германците и припомня, че всеки от петте им предишни студийни албуми се изкачва по-високо в класацията от този преди него. В преглед на албума, от британското списание „Мюзик енд Медия“ пишат, че репертоарът на „Скорпиънс“ може да се сравнява с най-високите стандарти за рок музика в англо-американските изисквания. Публикацията определя звука на албума като мелодичен с отлично изработени аранжименти и определя като „ключови“ песните Media Overkill, Every Minute Every Day и Don't Stop At the Top. Американското списание „Кешбокс“ пише, че албумът „трябва бързо да постигне невероятни победи в класациите и продажбите на Съединените щати“ и счита, че „албумно-ориентираните рок радиостанции ще имат полеви дни с почти всички парчета, като Rhythm of Love, Walking on the Edge, Every Minute Every Day и Love On the Run“.
Канадският критик Мартин Попоф отбелязва, че „огромното количество работа и мисъл, вложени в него, помогнаха да се превърне в албум не без достойни моменти“. В допълнение, той споменава, че някои от песните му, придават последователност и че „групата и Дитер разработват един вид сериозен глем метъл, много подобен на „Маколи Шенкер Груп“ по това време“. Пол Секстън, в своето ревю за „Ю Дискавър Мюзик,“ отбелязва, че „някои фенове изразиха разочарование от новото издание, което дойде, когато „Деф Лепард“ вдигнаха рок анте с техния звук, който обхваща целия свят. Но все още имаше някои моменти на оживено разтърсване в записа, по-специално на We Let It Rock…You Let It Roll и Love on the Run. Бари Вебър от „Олмюзик“ изразява мнение, че албумът е по-скоро експеримент на групата, който включва поп мелодии, които се доближават до звученето на британците от „Деф Лепард“. Той смята, че „Скорпиънс“ представят „по-полиран“ звук, като крайният резултат е често „предвидим“ и музиката в албума не успява „да бъде толкова заразителна, колкото музиката в предишните им албуми“. Групата съчетава различни жанрове, преминавайки към по-достъпни за радиостанциите песни и вграждат синтезатори към повечето от песните в изданието, което се демонстрира в песни като Passion Rules the Game и Walking on the Edge. В заключение той пише: „Заклетите фенове със сигурност ще намерят своя дял от песни, които си заслужават, като Don't Stop at the Top и Believe in Love, но все пак може да открият, че Savage Amusement е несравним с предшествениците си“, визирайки Blackout (1982) и Love at First Sting (1984).
Едуардо Ривадавия от „Ултимейт Класик Рок“ нарича албума „разочароващ“, тъй като „Скорпиънс“ „загубиха отровата си.“ След това определя Savage Amusement като разочароващ и „бледа имитация на синтетичните технологии...“. Пак той в своя списък с албуми на групата, подредени от най-лошия до най-добрия за „Ултимейт Класик Рок“, поставя Savage Amusement на 15-о място. Той нарича изданието „глупостта на Дитер Диркс“, защото продуцентът кара групата да създаде албум в отговор на Hysteria на „Деф Лепард“ – пълен с технологии, които за кратко успяват „да задоволят някои по-метъл вкусове“. Според Едуардо Ривадавия, „Скорпиънс“ не се справят и бързо отблъскват дългогодишните си фенове. В подобна рецензия, Малкълм Доум от „Класик Рок“ го класира на десето място, защото „в много отношения Savage Amusement беше краят на една ера за „Скорпиънс“, тъй като беше последният им албум, продуциран от Дитер Диркс, а също и последният им албум за лейбъла „Харвест Рекърдс““. Той допълва още, че изданието не съдържа класически песни на групата, но Rhythm of Love и Believe in Love запазват позициите им и заключава, че „Но дори и Savage Amusement да не достигна най-добрия материал на групата, той все пак успя да покаже, че „Скорпиънс“ не са загубили напълно жилото си.“
Фрейзър Люри също от „Класик Рок“, в рецензията на албумите, ремастерирани за отбелязването на 50-ата годишнина на групата, също критикува приликата с творчеството на „Деф Лепард“. Той пише, че групата се „препъва“ по този път. В преглед, изготвен от германското списание „Рок Хард“, албумът е сравнен с Love at First Sting (1984), а песента Believe in Love с „мега хита Still Loving You“ и добавя: „Въпреки че натискат газта в един или друг момент (We Let It Rock... You Let It Roll, Love On The Run), като цяло те разчитат на изпитаните съставки, които са там: Добър, мощен звук, също толкова песенен материал и първокласни музикални изпълнения.“ В рецензия за компилацията съдържаща три диска Box of Scorpions, Адриен Бегранд от „Попметърс“ нарича Savage Amusement „свръхпродуциран“ и „малко повече от още един празен метъл албум в сцена, препълнена с тях“.

## Ремастирано издание за 50-ата годишнина
Във връзка с честването на 50-ата годишнината на групата на 6 ноември 2015 г. албумът е преиздаден като Savage Amusement 50th Anniversary. Това преиздание включва шест бонус песни: Can't Explain кавър на „Ху“, демо версиите на Edge of Time, Living for Tomorrow и Dancing with the Moonlight, както и други демо версии на песни, които първоначално не са включени в официалния списък с песни от албум, сред които са Taste of Love и Fast and Furious. Изданието включва и DVD, съдържащ пълния видеозапис на To Russia with Love and Other Savage Amusements, както и музикалните видеоклипове към Rhythm of Love, Passion Rules the Game, Believe in Love и Can’t Explain. Обичайно за тези юбилейни издания, колекцията приключва с документален филм за историята на албума, който включва интервюта с Клаус Майне, Херман Раребел, Рудолф Шенкер и Матиас Ябс.

## Списък с песните
1. Don't Stop At the Top (Рудолф Шенкер, Клаус Майне, Херман Раребел) – 4:03
2. Rhythm of Love (Рудолф Шенкер, Клаус Майне) – 3:47
3. Passion Rules the Game (Херман Раребел, Клаус Майне) – 3:58
4. Media Overkill (Рудолф Шенкер, Клаус Майне) – 3:32
5. Walking On the Edge (Рудолф Шенкер, Клаус Майне) – 5:05
6. We Let It Rock...You Let It Roll (Рудолф Шенкер, Клаус Майне) – 3:38
7. Every Minute Every Day (Рудолф Шенкер, Клаус Майне) – 4:21
8. Love On the Run (Рудолф Шенкер, Клаус Майне, Раребел) – 3:35
9. Believe in Love (Рудолф Шенкер, Клаус Майне) – 5:20

Бонус песни в изданието от 2015 г. за 50-ата годишнина на „Скорпиънс“
1. Taste of Love (Херман Раребел) – 4:35 (демо версия)
2. Edge of Time – 3:40 (демо версия)
3. Fast and Furious (Матиас Ябс) – 3:08 (демо версия)
4. Dancing in the Moonlight (Матиас Ябс) – 3:07 (демо версия)
5. Living for Tomorrow – 3:37 (демо версия)
6. I Can't Explain – (Пийт Таунсенд) 3:20 (демо версия)

## Състав
| Музиканти - Клаус Майне – вокали - Рудолф Шенкер – ритъм китара, основна китара и задни вокали - Матиас Ябс – основна китара и ритъм китара - Херман Раребел – барабани - Франсис Буххолц – бас Гост музиканти - Ли Аарон – вокали на Rhythm of Love - Питър Балтес – вокали на Every Minute Every Day Източник на информацията: Задната обложка на Savage Amusement. | Продукция - Дитер Диркс – продуцент - Дитер Диркс, Майк Шипли, Найджъл Грийн и „Скорпиънс“ – смесване - Герд Раутенбах и Иън Тейлър – звуково инженерство - „Манхатън Дизайн“ и Пат Горман – дизайн на обложката - Каролайн Грейшок – снимка на предната обложка - Грег Горман – снимка на задната обложка |

## Позиция в класациите
| Класация                               | Най-висока позиция | Източник |         |
| 1988 г.                                | 1988 г.            | 1988 г.  | 1988 г. |
| -------------------------------------- | ------------------ | -------- | ------- |
| Австрия                                | 18                 | [ 52 ]   |         |
| Великобритания („Ю Кей Албумс Чарт“)   | 18                 | [ 47 ]   |         |
| Германия                               | 4                  | [ 43 ]   |         |
| Европа („Топ 100 Албуми“)              | 6                  | [ 56 ]   |         |
| Испания                                | 23                 | [ 53 ]   |         |
| Италия                                 | 17                 | [ 51 ]   |         |
| Канада                                 | 25                 | [ 39 ]   |         |
| Нидерландия                            | 24                 | [ 54 ]   |         |
| Норвегия                               | 5                  | [ 50 ]   |         |
| САЩ („Билборд 200“)                    | 5                  | [ 29 ]   |         |
| САЩ („Билборд Топ Компактдискове“)     | 7                  | [ 33 ]   |         |
| САЩ („Кеш Бокс Топ Поп Албуми“)        | 53                 | [ 36 ]   |         |
| САЩ („Кеш Бокс Топ 100 Албуми“)        | 8                  | [ 35 ]   |         |
| САЩ („Кеш Бокс Топ 40 Компактдискове“) | 6                  | [ 37 ]   |         |
| Финландия                              | 1                  | [ 41 ]   |         |
| Франция                                | 16                 | [ 48 ]   |         |
| Швеция                                 | 2                  | [ 103 ]  |         |
| Швейцария                              | 5                  | [ 45 ]   |         |
| Япония                                 | 32                 | [ 57 ]   |         |
| 1989 г.                                |                    |          |         |
| САЩ („Кеш Бокс Микро Чарт“)            | 28                 | [ 38 ]   |         |

| Класация                       | Най-висока позиция | Източник |
| ------------------------------ | ------------------ | -------- |
| Германия                       | 18                 | [ 104 ]  |
| Европа („Топ 100 Албуми“)      | 34                 | [ 105 ]  |
| Италия                         | 89                 | [ 51 ]   |
| Канада                         | 93                 | [ 106 ]  |
| САЩ („Билборд 200“)            | 33                 | [ 107 ]  |
| САЩ („Кеш Бокс Топ 50 Албуми“) | 33                 | [ 108 ]  |
| Франция                        | 54                 | [ 109 ]  |

### Седмични класации сингли
| Сингъл                 | Класация                              | Най-висока позиция | Източник |
| 1988 г.                | 1988 г.                               | 1988 г.            | 1988 г.  |
| ---------------------- | ------------------------------------- | ------------------ | -------- |
| Rhythm of Love         | Великобритания („Ю Кей Сингълс Чарт“) | 59                 | [ 47 ]   |
| Rhythm of Love         | САЩ („Билборд Хот 100“)               | 75                 | [ 62 ]   |
| Rhythm of Love         | САЩ („Мейнстрийм Рок Тракс“)          | 6                  | [ 63 ]   |
| Rhythm of Love         | Полша                                 | 4                  | [ 64 ]   |
| Rhythm of Love         | Франция                               | 8                  | [ 64 ]   |
| Rhythm of Love         | Швеция                                | 18                 | [ 64 ]   |
| Believe in Love        | САЩ („Мейнстрийм Рок Тракс“)          | 12                 | [ 63 ]   |
| Believe in Love        | Франция                               | 89                 | [ 67 ]   |
| 1989 г.                |                                       |                    |          |
| Passion Rules the Game | Великобритания („Ю Кей Сингълс Чарт“) | 74                 | [ 47 ]   |
| Passion Rules the Game | Франция                               | 5                  | [ 64 ]   |

### Позиция в класациите за 50-ата годишнина
| Класация (2015 г.) | Най-висока позиция | Източник |
| ------------------ | ------------------ | -------- |
| Белгия             | 117                | [ 110 ]  |
| Япония             | 56                 | [ 111 ]  |

## Сертификати
| Държава              | Сертифициращ орган                                 | Сертификат | Сертифицирани продажби | Източник |
| -------------------- | -------------------------------------------------- | ---------- | ---------------------- | -------- |
| Германия             | Федерална асоциация на музикалната индустрия       | Златен     | 250 000                | [ 44 ]   |
| Канада               | Канадската асоциация на звукозаписната индустрия   | Платинен   | 100 000                | [ 40 ]   |
| Малайзия             | Асоциация на звукозаписната индустрия на Малайзия  | Златен     | 20 000                 | [ 58 ]   |
| САЩ                  | Асоциация на звукозаписната индустрия в Америка    | Платинен   | 1 000 000              | [ 31 ]   |
| Финландия            | Музикални продуценти                               | Златен     | 25 000                 | [ 42 ]   |
| Франция              | Националения синдикат на фонографските издателства | Златен     | 100 000                | [ 49 ]   |
| Швеция               | Асоциация на шведската звукозаписна индустрия      | Златен     | 50 000                 | [ 112 ]  |
| Швейцария            | Международна федерация на фонографската индустрия  | Златен     | 25 000                 | [ 46 ]   |
| Глобални сертификати |                                                    |            |                        |          |
| —                    | Световни награди                                   | Златен     | 500 000                | [ 113 ]  |

## Цитати
1. 1 2 3 4  History //   the-scorpions.com. Посетен на 2023-04-11. (на английски)
2. ↑   Scorpions (2000). In Trance/Virgin Killer: The Back to Back Collection. Axel Killer Records. p. 3. 3056462.
3. ↑  Love at First Sting Tour //  Live.   the-scorpions.com. Посетен на 2023-04-11. (на английски)
4. ↑  История на албума Savage Amusement от обложката на ремастираното оригиналното издание от 2001 г. на „И Ем Ай“. Каталожен №7243 5 35158 2 9
5. ↑  Scorpions - World Wide Live //   austriancharts.at. Посетен на 2023-04-20. (на немски)
6. ↑  Faux, Karen. By special invitation (PDF) //  Metal's heavy discipline.   Music Week, 1986-08-16. p. 26. Посетен на 2023-04-20. (на английски)
7. 1 2  Popoff 2016, с. 132.
8. 1 2 3 4 5  Scorpions - Savage Amusement Documentary Part I - The Album / Artwork //   youtube.com, 2020-04-16. Посетен на 2023-04-20. (на английски)
9. 1 2  Love at First Sting Tour //  Live.   the-scorpions.com. Посетен на 2023-04-20. (на английски)
10. 1 2  Popoff 2016, с. 131.
11. 1 2  Popoff 2016, с. 129 – 130.
12. 1 2 3  Popoff 2016, с. 129.
13. 1 2 3 4 5 6 7  Popoff 2016, с. 128.
14. 1 2  Popoff 2016, с. 127 – 128.
15. 1 2 3 4  Scorpions – Savage Amusement //  Scorpions.   discogs.com. Посетен на 2023-04-25. (на английски)
16. 1 2  Popoff 2016, с. 127.
17. ↑  GEIT, STEVE. German Rockers Added Sting To Monsters Trek Scorpions To Head `Savage' Tour (PDF) //  Talent.   Billboard, 1988-08-13. p. 23. Посетен на 2023-04-11. (на английски)
18. ↑  Popoff 2016, с. 104.
19. 1 2  FRANCIS BUCHHOLZ, POR SIEMPRE ESCORPION! //   myrnamariabarahona.com. Посетен на 2023-04-25. (на испански)
20. ↑  Popoff 2016, с. 133.
21. ↑  Scorpions - Savage Amusement Documentary Part III - Leningrad '88 / Don’t Stop At The Top //  Scorpions.   youtube.com, 2020-04-16. Посетен на 2023-04-25. (на английски)
22. ↑  Lee Aaron Recalls When Venom Mooned Her While Performing in 1985 //   themetalvoice.com, 2021-07-10. Посетен на 2023-04-25. (на английски)
23. 1 2  Popoff 2016, с. 130 – 131.
24. 1 2 3 4  Scorpions - Savage Amusement Documentary Part IV - Songs / Final Words //  Scorpions.   youtube.com, 2020-04-16. Посетен на 2023-04-26. (на английски)
25. 1 2 3 4 5  Popoff 2016, с. 134.
26. ↑  LABELS CONSIDER PROVIDING ALTERNATIVE ALBUM COVERS (PDF) //   Billboard, 1989-03-18. Посетен на 2023-04-28. (на английски)
27. ↑  SERRANO, ARANCHA. Scorpions: "No tocaríamos para Putin 'Wind of Change' como hicimos con Gorbachov" //   20minutos.es, 2014-03-07. Посетен на 2023-04-27. (на испански)
28. ↑  ALBUM DETAILS Savage Amusement //  Discography.   the-scorpions.com. Посетен на 2020-02-03. (на английски)
29. 1 2  Chart History Scorpions The Billboard 200 //   billboard.com. Посетен на 2023-04-11. (на английски)
30. ↑  Grein, Paul. Artist, Labels Finding Four's A Charm When Releasing Singles From Albums (PDF) //   Billboard, 1988-05-21. Посетен на 2023-04-12. (на английски)
31. 1 2  Gold & Platinum //  SCORPIONS.   riaa.com. Посетен на 2023-04-11. (на английски)
32. ↑  GREIN, PAUL. Certs Pay Tribute To Marley & Son (PDF) //   Billboard, 1988-07-16. Посетен на 2023-04-12. (на английски)
33. 1 2  TOP COMPACT DISKS (PDF) //   Billboard, 1988-05-14. Посетен на 2023-04-12. (на английски)
34. ↑  CASH BOX TOP 100 ALBUMS (PDF) //   Cash Box, 1988-05-17. Посетен на 2023-04-12. (на английски)
35. 1 2  CASH BOX TOP 100 ALBUMS (PDF) //   Cash Box, 1988-06-11. Посетен на 2023-04-12. (на английски)
36. 1 2  TOP POP (PDF) //   Cash Box, 1988-05-17. Посетен на 2023-04-12. (на английски)
37. 1 2  CASH BOX TOP 40 COMPACT DISCS (PDF) //   Cash Box, 1988-05-17. Посетен на 2023-04-12. (на английски)
38. 1 2  CASH BOX MICRO CHART (PDF) //   Cash Box, 1989-01-21. Посетен на 2023-04-12. (на английски)
39. 1 2  Top Albums/CDs - Volume 48, No. 13, July 16 1988 //   collectionscanada.gc.ca.  Архивиран от оригинала на 2014-11-29. Посетен на 2023-04-11. (на английски)
40. 1 2  Gold/Platinum //   musiccanada.com. Посетен на 2023-04-11. (на английски)
41. 1 2  Pennanen 2021, с. 229.
42. 1 2  Scorpions Savage Amusement //  Ulkomaiset kulta- ja platinalevyt.   ifpi.fi. Посетен на 2020-02-03.
43. 1 2  Scorpions Savage Amusement //  Chartverlauf.   offiziellecharts.de. Посетен на 2023-04-11. (на немски)
44. 1 2  GOLD-/PLATIN-Datenbank //   musikindustrie.de. Посетен на 2023-04-11. Вие трябва да Напишете SCORPIONS в Hier können Sie suchen nach:/Interpret (на немски)
45. 1 2  Scorpions – Savage Amusement //   hitparade.ch. Посетен на 2023-04-11. (на английски)
46. 1 2  Suche nach: scorpions //  Die Datenbank enthält alle Edelmetallauszeichnungen seit 1989.   hitparade.ch. Посетен на 2023-05-05. (на английски)
47. 1 2 3 4 5 6  SCORPIONS //  Albums.   officialcharts.com. Посетен на 2023-04-11. (на английски)
48. 1 2  Le Détail des Albums de chaque Artiste //   infodisc.fr. Посетен на 2023-04-11. Вие трябва да изберете SCORPIONS от падащото меню (на френски)
49. 1 2  Les Certifications depuis 1973 //   infodisc.fr. Посетен на 2023-04-11. Вие трябва да изберете SCORPIONS от падащото меню (на френски)
50. 1 2  SCORPIONS - SAVAGE AMUSEMENT (ALBUM) //   norwegiancharts.com. Посетен на 2023-04-11. (на английски)
51. 1 2 3  Gli album più venduti del 1988 //  Top Annuali Album.   hitparadeitalia.it. Посетен на 2023-05-04. (на италиански)
52. 1 2  Scorpions - Savage Amusement //   austriancharts.at. Посетен на 2023-04-11. (на английски)
53. 1 2  Salaverri 2015, с. 363.
54. 1 2  Scorpions - Savage Amusement //   dutchcharts.nl. Посетен на 2023-04-11. (на нидерландски)
55. ↑  European Hot Top 100 Albums (PDF) //   M&M, 1988-05-14. p. 26. Посетен на 2023-04-28. (на английски)
56. 1 2  European Hot Top 100 Albums (PDF) //   M&M, 1988-06-11. p. 27. Посетен на 2023-04-28. (на английски)
57. 1 2  SAVAGE AMUSEMENT //  SCORPIONS Discography.   rockdetector.com.  Архивиран от оригинала на 2007-12-30. Посетен на 2023-04-28. (на английски)
58. 1 2  MING, Y.S. Malaysia Goes International (PDF) //  NTERNATIONAL.   Billboard, 1989-06-24. p. 79 и 83. Посетен на 2023-04-12. (на английски)
59. ↑  World Wide Awards - Scorpions/Savage Amusement. //   4.bp.blogspot.com.  Архивиран от оригинала на 2020-12-06. Посетен на 2023-04-28. (на английски)
60. ↑  Singles //  DISCOGRAPHY.   the-scorpions.com. Посетен на 2023-04-11. (на английски)
61. ↑  Rhythm Of Love //  DISCOGRAPHY.   the-scorpions. Посетен на 2023-04-11. (на английски)
62. 1 2  Scorpions Billboard Hot 100 //  Chart History.   billboard.com. Посетен на 2023-04-11. (на английски)
63. 1 2 3 4  Scorpions Mainstream Rock Airplay //  Chart History.   billboard.com. Посетен на 2023-04-11. (на английски)
64. 1 2 3 4 5 6  Song artist 514 - The Scorpions //   tsort.info. Посетен на 2023-05-03. (на английски)
65. ↑  Believe In Love //  DISCOGRAPHY.   the-scorpions. Посетен на 2023-04-11. (на английски)
66. ↑  Scorpions – Believe In Love //  Scorpions.   discogs.com. Посетен на 2023-04-11. (на английски)
67. 1 2  Accès direct à ces Artistes //   infodisc.fr. Посетен на 2023-03-01. Вие трябва да изберете SCORPIONS от падащото меню (на френски)
68. ↑  Passion Rules The Game //  DISCOGRAPHY.   the-scorpions. Посетен на 2023-04-11. (на английски)
69. 1 2 3  Van Den Broek, Alexandra. Scorpions, The Sting Of Success (PDF) //  SPOTLIGHT.   Music and Media, 1988-06-25. p. 14. Посетен на 2023-04-12. (на английски)
70. ↑  NEW VIDEOCLIPS (PDF) //   Billboard, 1988-08-27. Посетен на 2023-04-12. (на английски)
71. ↑  VIDEO TRACK (PDF) //   Billboard, 1988-11-12. Посетен на 2023-04-12. (на английски)
72. 1 2  Savage Amusement Tour //  Live.   the-scorpions. Посетен на 2023-04-13. (на английски)
73. 1 2  Bienstock, Richard. Scorpions’ ‘Wind of Change’: The Oral History of 1990’s Epic Power Ballad //   rollingstone.com, 2005-09-02. Посетен на 2023-05-03. (на английски)
74. ↑  СЫЧЕВ, СЕРГЕЙ. «Из России с любовью». Заморские звезды на гастролях в СССР //   tabloid.net.ru, 2023-08-25. Посетен на 2025-04-17. (на руски)
75. ↑  Rivadavia, Eduardo. How Monsters of Rock Became America’s Super-Sized Tour //   ultimateclassicrock.com, 2015-05-27. Посетен на 2023-05-03. (на английски)
76. ↑  GETT, STEVE. Monsters Off Rock Off And Running At Major Haunts (PDF) //   Billboard, 1988-06-11. p. 3 и 87. Посетен на 2023-05-03. NEW YORK The monsters are invading-Van Halen's Monsters Of Rock, that is. (на английски)
77. ↑  HARING, BRUCE. Monsters Tours Loses Its Bite (PDF) //   Billboard, 1988-07-02. p. 1 и 74. Посетен на 2023-05-03. (на английски)
78. 1 2 3 4 5  Savage Amusement Tour 1988 - 1989 //   the-scorpions.com.  Архивиран от оригинала на 2009-04-04. Посетен на 2023-05-03. (на английски)
79. ↑  GEIT, STEVE. Scorpions To Head `Savage' Tour (PDF) //  Talent.   Billboard, 1988-08-13. Посетен на 2023-05-03. (на английски)
80. ↑  Popoff 2016, с. 135.
81. ↑  1989 MOSCOW MUSIC PEACE FESTIVAL //   rockshowvideos.com.  Архивиран от оригинала на 2023-03-27. Посетен на 2023-04-13. (на английски)
82. 1 2  Weber, Barry. AllMusic Review by Barry Weber //  Album Overview.   allmusic.com. Посетен на 2020-02-03. (на английски)
83. 1 2  Lewry, Fraser. Scorpions: Reissues //  Reviews.   loudersound.com, 2015-10-30. Посетен на 2023-04-11. (на английски)
84. 1 2  SCORPIONS Savage Amusement //  Reviews.   rockhard.de.  Архивиран от оригинала на 2021-06-24. Посетен на 2023-04-11. (на английски)
85. ↑  Popoff 2005, с. 319 – 320.
86. ↑  Larkin 2006, с. 1976.
87. ↑  OLSON, YVONNE. ALBUM ROCK (PDF) //   Billboard, 1988-05-14. Посетен на 2023-04-13. (на английски)
88. ↑  Grein, Paul. Poison Open Up And Say 'Hit'; Gibson Shakes Off Tiffany With 4th Top 10 Hit (PDF) //   Billboard, 1988-06-04. Посетен на 2023-04-13. (на английски)
89. ↑  Scorpions Savage Amusement - Harvest (PDF) //   Music and Media, 1988-05-28. p. 22. Посетен на 2023-04-13. (на английски)
90. ↑  SCORPIONS Savage Amusement - Mercury/PG (832 963-1) - Producen D. Dierks - Bar Coded (PDF) //  ALBUM RELEASES.   Cash Box, 1988-04-30. Посетен на 2023-05-04. (на английски)
91. ↑  Sexton, Paul. ‘Savage Amusement’: Ferocious Scorpions Strike Again //   udiscovermusic.com, 2021-05-07. Посетен на 2023-05-04. (на английски)
92. ↑  Rivadavia, Eduardo. How the Scorpions Briefly Lost Momentum on ‘Savage Amusement’ //   ultimateclassicrock.com, 2023-04-16. Посетен на 2023-05-04. (на английски)
93. ↑  Rivadavia, Eduardo. Scorpions Albums Ranked Worst to Best //   ultimateclassicrock.com, 2015-09-18. Посетен на 2023-04-13. (на английски)
94. ↑  Dome, Malcolm. Every Scorpions album ranked from worst to best //  Classic Rock.   loudersound.com, 2022-05-11. Посетен на 2023-04-11. (на английски)
95. ↑  Begrand, Adrien. Scorpions: Box of Scorpions //   popmatters.com, 2004-05-27. Посетен на 2023-05-04. (на английски)
96. ↑  ALBUM DETAILS Best of Rockers 'n' Ballads //  Discography.   the-scorpions.com. Посетен на 2023-04-12. (на английски)
97. ↑  ALBUM DETAILS Deadly Sting //  Discography.   the-scorpions.com. Посетен на 2023-04-12. (на английски)
98. ↑  ALBUM DETAILS Live Bites //  Discography.   the-scorpions.com. Посетен на 2023-04-12. (на английски)
99. ↑  MTV Unplugged – Live In Athens //  DISCOGRAPHY.   the-scorpions.com. Посетен на 2023-04-12. (на английски)
100. ↑  SCORPIONS: More 'Return To Forever' Album Details Revealed //   blabbermouth.net, 2014-12-22. Посетен на 2023-04-12. (на английски)
101. ↑  Scorpions – Savage Amusement //  Scorpions.   discogs.com. Посетен на 2023-04-11. (на английски)
102. ↑  Scorpions – Savage Amusement //  Scorpions.   discogs.com. Посетен на 2023-04-10. (на английски)
103. ↑  SCORPIONS - SAVAGE AMUSEMENT (ALBUM) //   swedishcharts.com. Посетен на 2023-05-04. (на английски)
104. ↑  Offizielle Deutsche Charts Top 100 Album-Jahrescharts //   offiziellecharts.de. Посетен на 2023-05-04. (на немски)
105. ↑  T0P I 00 ALBUMS (PDF) //  1988 YEAR END EURO CHARTS.   Music and Media, 1989-01-01. p. 31. Посетен на 2023-05-04. 34 Scorpions Savage Amusement (на английски)
106. ↑  TOP 100 ALBUMS of 1988 (PDF) //   RPM, 1988-12-24. p. 13. Посетен на 2023-05-04. (на английски)
107. ↑  Top Pop Albums (PDF) //   Billboard, 1988-12-24. Посетен на 2023-05-04. (на английски)
108. ↑  A-W-A-R-D-S TOP 50 POP ALBUMS (PDF) //   Billboard, 1988-12-31. Посетен на 2023-05-04. (на английски)
109. ↑  Les Albums (CD) de 1988 par InfoDisc //   infodisc.fr.  Архивиран от оригинала на 2014-10-23. Посетен на 2023-05-04. (на френски)
110. ↑  Scorpions – Savage Amusement //   ultratop.be, 2015-11-14. Посетен на 2023-05-04. (на френски)
111. ↑  スコーピオンズ //  スコーピオンズのランキング.   oricon.co.jp.  Архивиран от оригинала на 2016-04-04. Посетен на 2023-05-0.
112. ↑  IFPI Sweden Certificiations - 1987-1988 (PDF) //   ifpi.se.  Архивиран от оригинала на 2012-02-16. Посетен на 2023-05-05.
113. ↑  World Wide Awards - Scorpions/Savage Amusement //   3.bp.blogspot.com.  Архивиран от оригинала на 2020-12-06. Посетен на 2023-05-05. (на английски)